# Миссорий

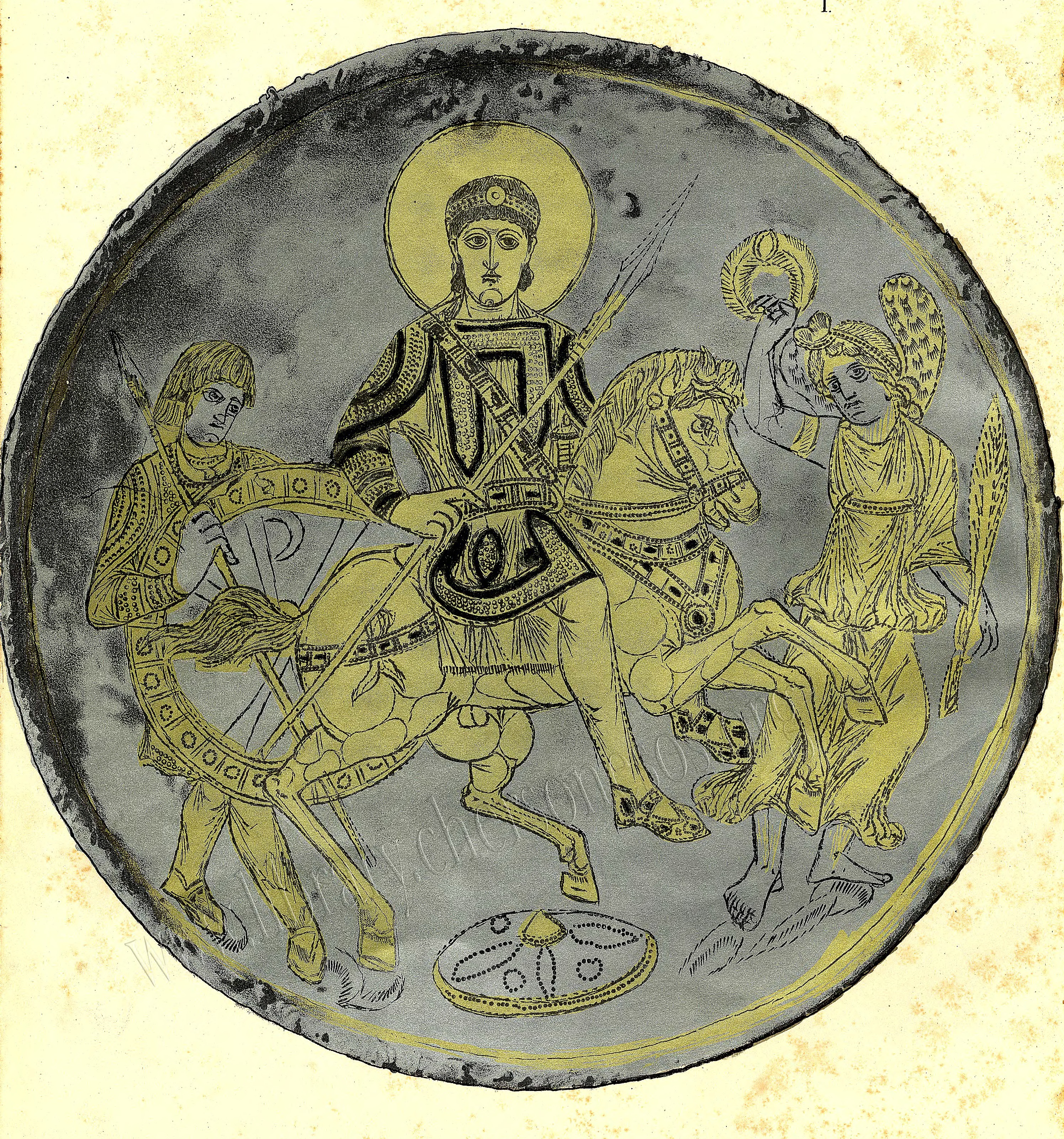
Керченский миссорий с изображением Константина I Великого (Гос. Эрмитаж).

Миссорий (лат. missorium, дословно — «посылка») — крупноразмерное чеканное суповое блюдо, как правило из серебра, реже из иного драгоценного металла, стекла или керамики, которое в период поздней античности римский император направлял в качестве посольского дара другим государям либо своим представителям на местах.
До наших дней уцелело всего 19 серебряных императорских миссориев, изготовленных по приказу шести императоров в течение IV века. Из них наиболее роскошный по оформлению и самый поздний по времени создания — мадридский миссорий Феодосия I. В петербургском Эрмитаже хранится керченский миссорий с конным портретом Константина I Великого (306—337); в Женеве — миссорий Валентиниана I, а в Мадриде — миссорий Феодосия I Великого.
Изысканно оформленные блюда с изображением различных событий и собственными инициалами, помимо императора, заказывали и рассылали в качестве даров и другие представители византийской элиты. Например, в могиле булгарского хана Кубрата на востоке Украины было найдено блюдо с надписью епископа греческого города Томы.